# Kiran Shah
Kiran Shah est un acteur et cascadeur kényan né le 28 septembre 1956 à Nairobi.

## Filmographie

### Acteur

#### Cinéma
- 1977 : Le Continent oublié : Bolum
- 1981 : Les Aventuriers de l'arche perdue : Abu
- 1982 : Dark Crystal : performances additionnelles
- 1983 : Star Wars, épisode VI : Le Retour du Jedi : Ewok et EG-6
- 1984 : Greystoke, la légende de Tarzan : des primates
- 1985 : Legend : Blunder
- 1986 : Gothic : Fuseli
- 1988 : Les Aventures de baron de Münchausen : l'assistant du boureau
- 1990 : Double Arnaque : le petit patron à la vente aux enchères
- 1993 : U.F.O. : Gengis Khan
- 1994 : Prince noir : l'homme avec un tambourin
- 1995 : The Hard Case : le petit portier
- 2001 : Harry Potter à l'école des sorciers : un Goblin
- 2005 : Le Monde de Narnia : Le Lion, la Sorcière blanche et l'Armoire magique : Ginarrbrik
- 2009 : Paa : Auro à 6 ans
- 2010 : Harvey Putter and the Ridiculous Premise : Dumpy the Houseschmuck
- 2011 : Votre Majesté : le plus petit
- 2011 : Le Roi du curling : Pepsimannen
- 2012 : A Fantastic Fear of Everything : le petit homme dans le duvet
- 2012 : The Sounds of the Crickets : Charon
- 2012 : Le Hobbit : Un voyage inattendu : le scribe goblin
- 2013 : Le Hobbit : La Désolation de Smaug : Maître Stadle
- 2015 : Star Wars, épisode VII : Le Réveil de la Force : Teedo
- 2016 : Rogue One: A Star Wars Story : Oolin Musters
- 2017 : Star Wars, épisode VIII : Les Derniers Jedi : Neepers Panpick
- 2018 : Solo: A Star Wars Story : Karjj
- 2019 : Star Wars, épisode IX : L'Ascension de Skywalker : Nambi Ghima
- 2023 : The Puppet Asylum : Jamie
- 2023 : There's Something in the Barn : l'elfe principal
- 2024 : Resignation Day : Hercules
- 2024 : States of Mind

#### Télévision
- 1978 : The Many Wives of Patrick : le goûteur (1 épisode)
- 1987 : Le Retour de Sherlock Holmes : Tonga (1 épisode)
- 1991 : Sherlock Holmes et la Croix de sang : Tonga
- 1995 : Space Precinct : Estes Fredo, Sena M et Tanni Topek (3 épisodes)
- 1999 : Alice au pays des merveilles : le lapin blanc
- 2007 : Shameless : M. Cosy (1 épisode)
- 2010 : Trapped : Grimble (5 épisodes)
- 2014-2017 : Doctor Who : Emojibot (2 épisodes)
- 2016 : Game of Thrones : un artiste sonore du théâtre Braavosi (2 épisodes)
- 2019-2021 : Worzel Gummidge : Chopper et Root Bound (3 épisodes)
- 2020 : Dracula : le petit garçon (1 épisode)
- 2022 : Andor : Granik (1 épisode)

#### Jeu vidéo
- 2005 : Le Monde de Narnia : Le Lion, la Sorcière blanche et l'Armoire magique : Ginaarbrik

### Cascadeur
- 1977 : La Course au trésor
- 1978 : Superman
- 1979 : Le Trésor de la montagne sacrée
- 1981 : Outland
- 1981 : Le Dragon du lac de feu
- 1981 : La Grande Aventure des Muppets
- 1982 : Dark Crystal
- 1983 : Star Wars, épisode VI : Le Retour du Jedi
- 1983 : Krull
- 1984 : Indiana Jones et le Temple maudit
- 1984 : La Compagnie des loups
- 1984 : Master of the Game
- 1986 : Aliens, le retour
- 1988 : Les Aventures du baron de Münchausen
- 1992 : La Cité de la joie
- 1992 : Le Cheval venu de la mer
- 1992 : Le Tour d'écrou
- 1994 : Prince noir
- 1994 : Entretien avec un vampire
- 1995 : Braveheart
- 1996 : Mary Reilly
- 1996 : Une vie normale
- 1996 : Médecins de l'ordinaire
- 1997 : Blanche-Neige : Le Plus Horrible des contes
- 1997 : Le Saint
- 1997 : Le Garçon boucher
- 1997 : The Full Monty
- 1997 : Titanic
- 1997 : Spice World, le film
- 1998 : Madeline
- 1998 : Elizabeth
- 1998 : Merlin
- 1999 : Le monde ne suffit pas
- 2001 : Harry Potter à l'école des sorciers
- 2001 : Le Seigneur des anneaux : La Communauté de l'anneau
- 2009 : Création
- 2012 : Le Hobbit : Un voyage inattendu
- 2013 : Le Hobbit : La Désolation de Smaug
- 2014 : Le Hobbit : La Bataille des Cinq Armées
- 2018 : Holmes et Watson
- 2019 : Maléfique : Le Pouvoir du mal
- 2020 : The Turning